# Batu Caves

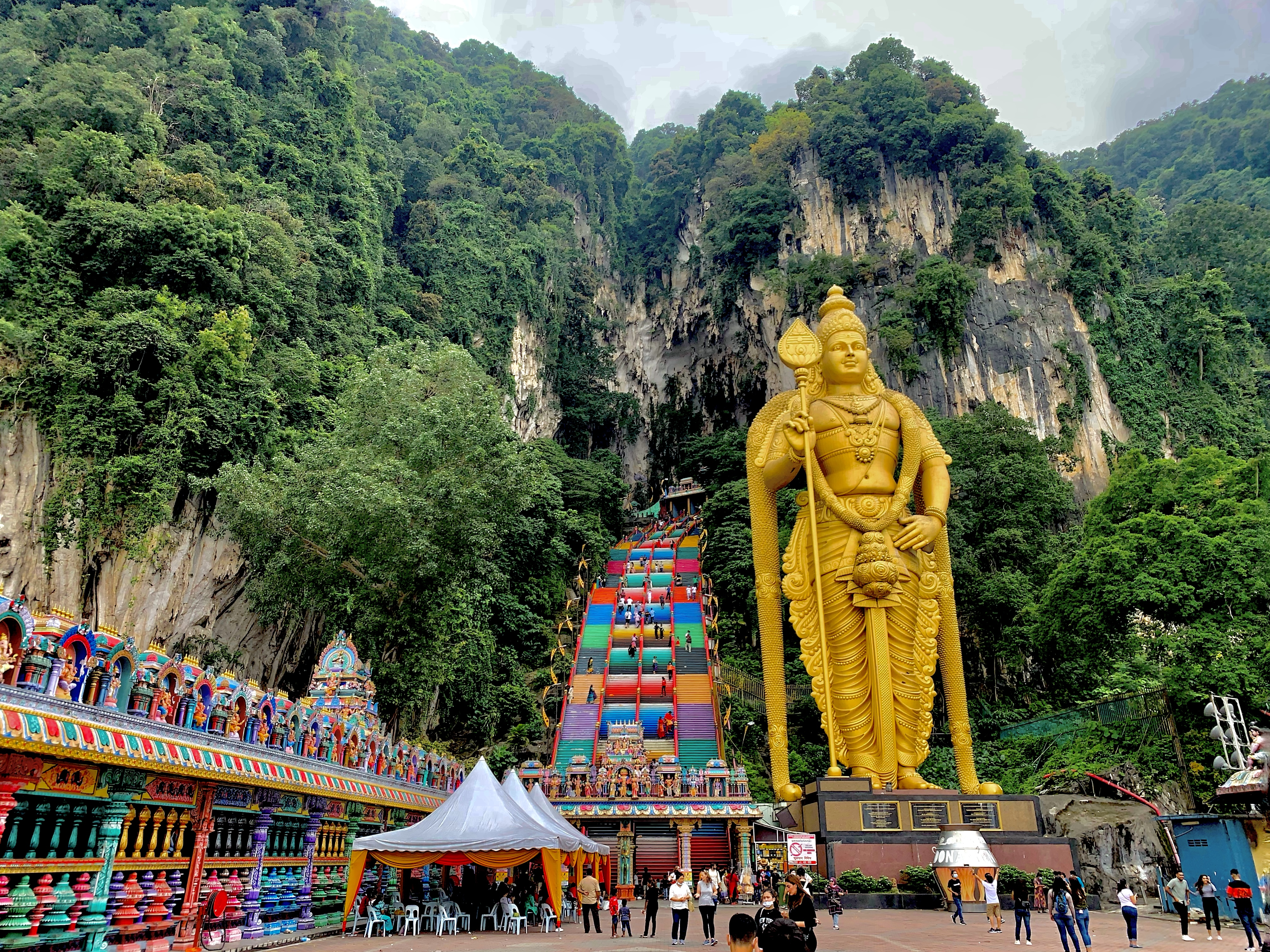
Batu Caves, Blick vom Vorplatz aus

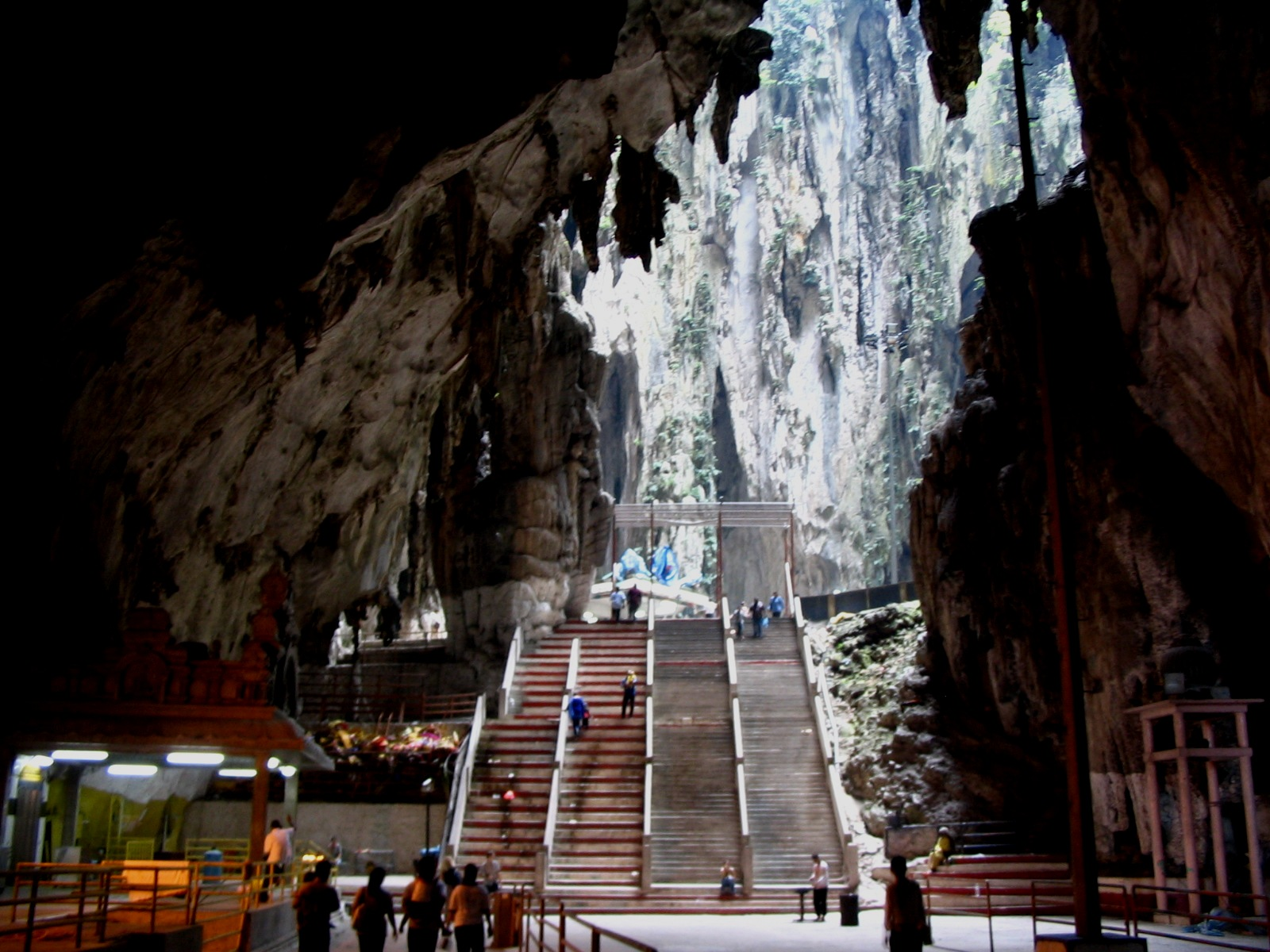
Im Inneren der Höhle

Die Batu Caves (zusammengesetzt aus malaiisch batu ‚Stein‘ und englisch caves ‚Höhlen‘) sind Kalksteinhöhlen rund 15 Kilometer nördlich der malaysischen Hauptstadt Kuala Lumpur und beherbergen mehrere Hindu-Tempel. Ein in der Nähe gelegenes Dorf trägt denselben Namen. Beide erhielten ihn vom Fluss Batu (malaiisch Sungai Batu), der an dem kleinen Kalksteinmassiv vorbeifließt.
Obwohl die Höhlen den lokalen Stämmen schon seit langem bekannt waren, wurden sie erst im Jahre 1878 durch den Amerikaner William Temple Hornaday berühmt.
Die größte ist die 100 Meter hohe sogenannte Tempel- oder Kathedralenhöhle, in der später mehrere Hindu-Schreine errichtet wurden. 272 steile Treppenstufen führen vom Vorplatz hinauf zum Eingang dieser Haupthöhle. Ein wenig tiefer liegt die Dark Cave („Dunkle Höhle“), ein über zwei Kilometer ausgedehntes, relativ unberührtes Höhlensystem. Um die Fauna, darunter einzigartige Arten wie die Gliederspinne Liphistius batuensis, zu bewahren, ist dieses nur mit Führungen zu besuchen.
Zwei am Bergfuß gelegene Höhlen, die Kunstgalerie- und die Museums-Höhle, in denen zahlreiche Hindu-Statuen und Gemälde zu sehen sind, kann man wie die Haupthöhle frei besichtigen.
Viele der Schreine erzählen die Geschichte vom Sieg des Gottes Murugan über den Dämon „Soorapadam“. Die 42,7 Meter hohe Statue Murugans auf dem Vorplatz wurde im Januar 2006 nach drei Jahren Bauzeit fertiggestellt.
Alljährlich Ende Januar oder Anfang Februar werden die Batu Caves zum Angelpunkt des hinduistischen Thaipusam-Festes mit seinen teilweise masochistisch anmutenden Riten.
Auf dem Hügel und um die Höhlen leben zahlreiche Javaneraffen, die sich von Besuchern füttern lassen, aber sich auch des Öfteren einfach selbst bedienen. Außerdem werden viele Tauben gefüttert, welche sich am Vorplatz sammeln.
Es gilt eine gewisse Kleiderordnung. Frauen dürfen nur mit bedeckten Schultern in den Tempel hinein. Außerdem müssen Frauen und Männer ihre Knie bedeckt haben.